# Gunnar Lekander
Gunnar Alfred Lekander, född den 21 september 1880 i Växjö, död den 30 januari 1948 i Östersund, var en svensk ämbetsman.
Lekander avlade mogenhetsexamen i Växjö 1898 och blev samma år student vid Uppsala universitet, där han avlade examen till rättegångsverken 1904. Han blev landskontorist i Jämtlands län 1907, tillförordnad länsbokhållare där samma år, ordinarie länsbokhållare 1910 och länsassessor 1918. Lekander var landskamrerare  i Jämtlands län 1931–1945. Han blev riddare av Vasaorden 1923 och av Nordstjärneorden 1936.
Gunnar Lekander var son till förste lantmätaren Alfred Lekander och Sofia Holm samt gift med Doris Lekander.